# Puertos de Riofrío
Los puertos de Riofrío son un conjunto de pastos estivales de montaña ubicados al suroeste de la comarca de Liébana, en el extremo suroccidental de Cantabria (España). Se trata de una ancha altiplanicie cuya altitud oscila entre 1700 y 1900 m s. n. m..

## Situación geográfica
Administrativamente, pertenecen al municipio de Vega de Liébana y se localizan en el sector central de la cordillera Cantábrica. Sus límites se extienden aproximadamente, de este a oeste, entre el Cotero de la Raya y los Pozos de Altares.  De norte a sur, entre el pico Zamburria y la divisoria con la Montaña Palentina. Toda esta zona de pastos se encuentra dominada por la figura de Peña Prieta. 

## Rutas de acceso
Los pueblos lebaniegos con acceso más directo a los puertos de Riofrío por pistas para vehículos todoterreno son Barrio, Ledantes (8 km) y Cucayo (7,5 km). También se accede desde el puerto de San Glorio a través del Collado Robadorio y el valle de Cubil del Can. Desde el pueblo de Vidrieros (Palencia) hay una pista de 20,5 km que llega hasta los puertos de Riofrío. Dicho itinerario atraviesa el valle de Pineda de sur a norte y remonta las aguas del río Carrión.

## Aprovechamiento de los pastos de montaña
Desde antaño, ganaderos de Liébana han aprovechado los puertos de Riofrío como zonas de pasto para el ganado durante los meses de verano. Testigos de las labores ganaderas que se realizaban en este entorno a mediados del siglo XX son las fotografías de Eusebio Bustamante plasmadas en su álbum titulado Liébana. La vegetación existente es la habitual de la alta montaña silícea cantábrica: pastizales y enebrales sobre los afloramientos rocosos.

## Origen glaciar

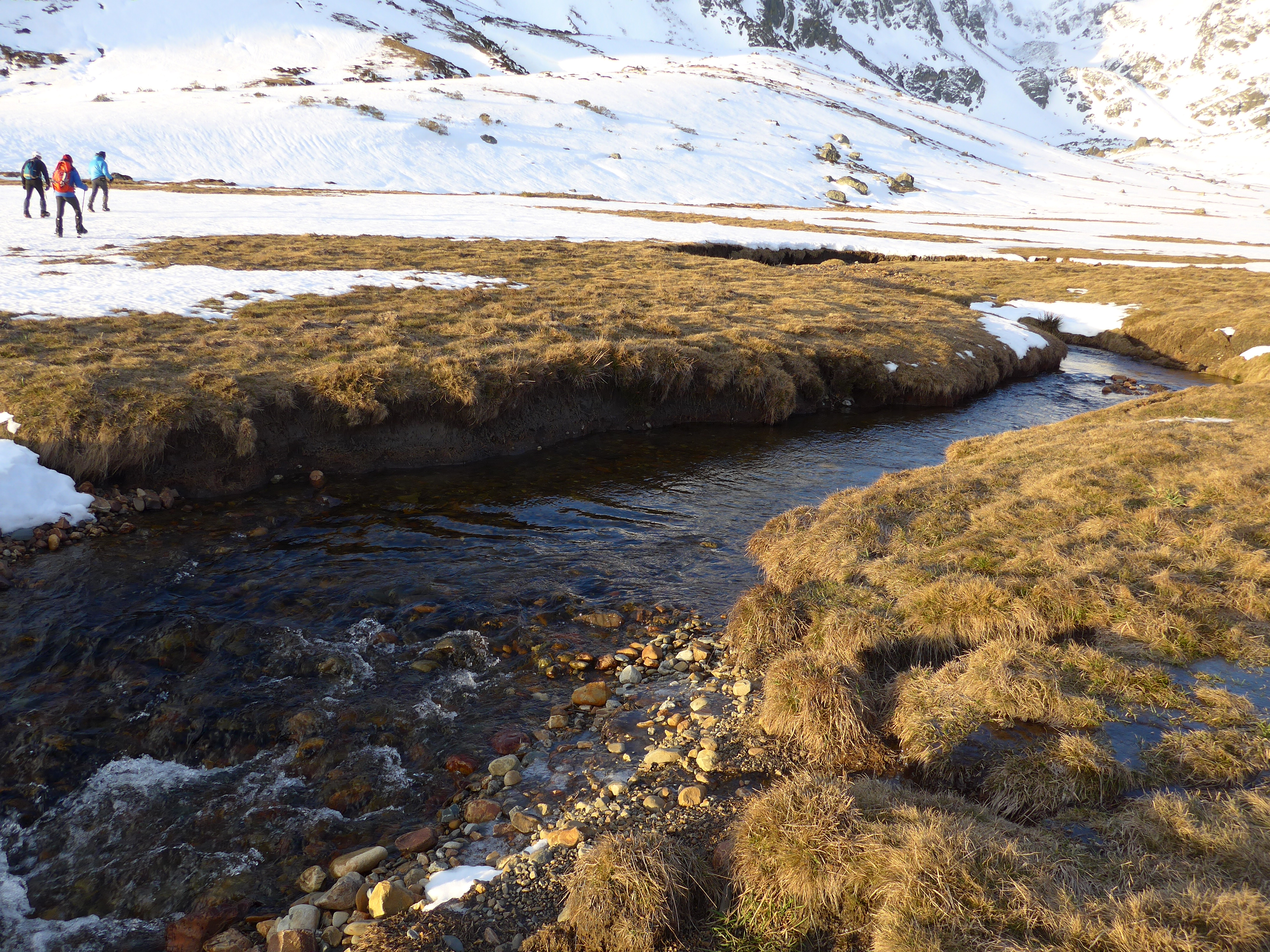
El río Frío, que da nombre a los puertos de Riofrío.

El área donde se localizan los puertos de Riofrío está catalogada desde 2015 como LIG (Lugar de Interés Geológico) por el Ministerio de Ciencia español. Dicho LIG comprende en torno a 750 hectáreas en la cabecera del valle de río Frío (cuenca del río Deva), en el extremo suroeste de Cantabria, limitando con las provincias de León y Palencia. Se trata de una zona de alta montaña silícea, donde se ubica la cumbre más elevada de la cordillera Cantábrica fuera de Picos de Europa (Peña Prieta, 2539 m). La altitud mínima de toda esta zona se encuentra a 1665 m y su altitud media es de 1980 m s. n. m.
Existen, colgadas sobre los circos septentrionales de Peña Prieta, una serie de lagunas (los Pozos de Altares) que desaguan en el río Frío y que, junto con la naturaleza impermeable del terreno, han permitido la existencia de sistemas de turberas extraordinariamente conservados, de gran interés ecológico y científico.
Esta zona presenta un modelado glaciar ejemplar, con circos, cubetas y morrenas en buen estado de conservación y formas muy frescas, algunas quizás relacionadas con la Pequeña Edad del Hielo. De hecho, en esta zona aparece la primera cita sobre el glaciarismo de la cordillera Cantábrica (De Prado, 1852). En especial, destacan como uno de los mejores ejemplos de la Cordillera, los circos de Los Altares y Campollo (con más de 500 m de desnivel y más de 1 km de anchura), así como la morrena central de los puertos de Riofrío, de más de 1,5 km de longitud. Aquí, pues, aparece un modelado glaciar de relevancia nacional.

## Toponimia
Estos puertos toman su nombre del río que los atraviesa en dirección oeste-este: el río Frío, que nace en los Pozos de Altares, a los pies de Peña Prieta, y confluye en el río Quiviesa a la altura de Vega de Liébana, capital del municipio homónimo.